# Cheilophlebium villosum
Cheilophlebium villosum är en svampart som beskrevs av Opiz 1856. Cheilophlebium villosum ingår i släktet Cheilophlebium, ordningen Agaricales, klassen Agaricomycetes, divisionen basidiesvampar och riket svampar.   Inga underarter finns listade i Catalogue of Life.